# Eva Holmér-Edling
Eva Holmér-Edling, född 1 mars 1942 i Stockholm, är en svensk målare och grafiker.
Holmér-Edling, som är dotter till överintendent Folke Holmér och Anna Bagge, avlade studentexamen 1962 samt studerade vid Gerlesborgsskolan 1962–1963 och vid Kungliga Konsthögskolan 1963–1968. Hon har ägnat sig åt måleri och grafik. Hon ingick 1968 äktenskap konstnären Johan Edling. 
Holmér-Edling är representerad vid bland annat Kalmar konstmuseum, Moderna museet och Örebro läns landsting.